# ジェラール・ヴァン・オプスタル
ジェラール・ヴァン・オプスタル（Gerard van Opstal または Gérard van Opstal、1594年か1597年生まれ、1668年没）はフランドル生まれの彫刻家である。パリで活動した。神話に題材をとった、レリーフなどで知られる。

## 略歴
ブリュッセルかアントウェルペンの生まれだとされる。1630年頃にはディオドーネ(Niklaas Diodone)のもとで修行し、1635年にアントウェルペンのサンルカ組合に入会を許された。アントウェルペンの彫刻家、ヴァン・ミルデルト(Johannes van Mildert)の娘と結婚し、義理の父親が死去した後、アントウェルペン市からの依頼でFalconpleinに、彫刻を制作した。フランスのルイ13世の宰相を務めたリシュリュー公爵に招かれて、1848年までにはパリに移っていて、1848年に王立絵画彫刻アカデミーの創立時のメンバーとなった 。1651年に"sculpteur des batiments du roi"(王所有の建物の彫刻家）の称号を得た。
神話を題材にした大理石や象牙を彫刻したレリーフを得意とした。

## 作品

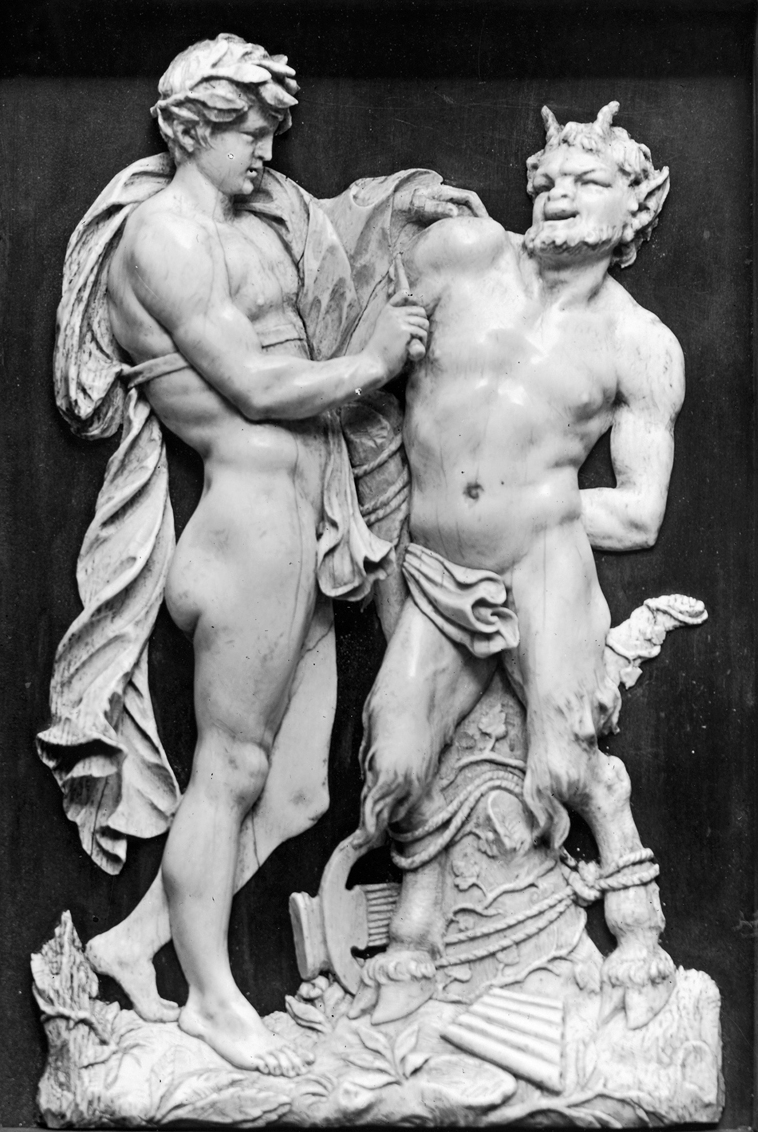
アポローンとマルシュアース
3人の美女
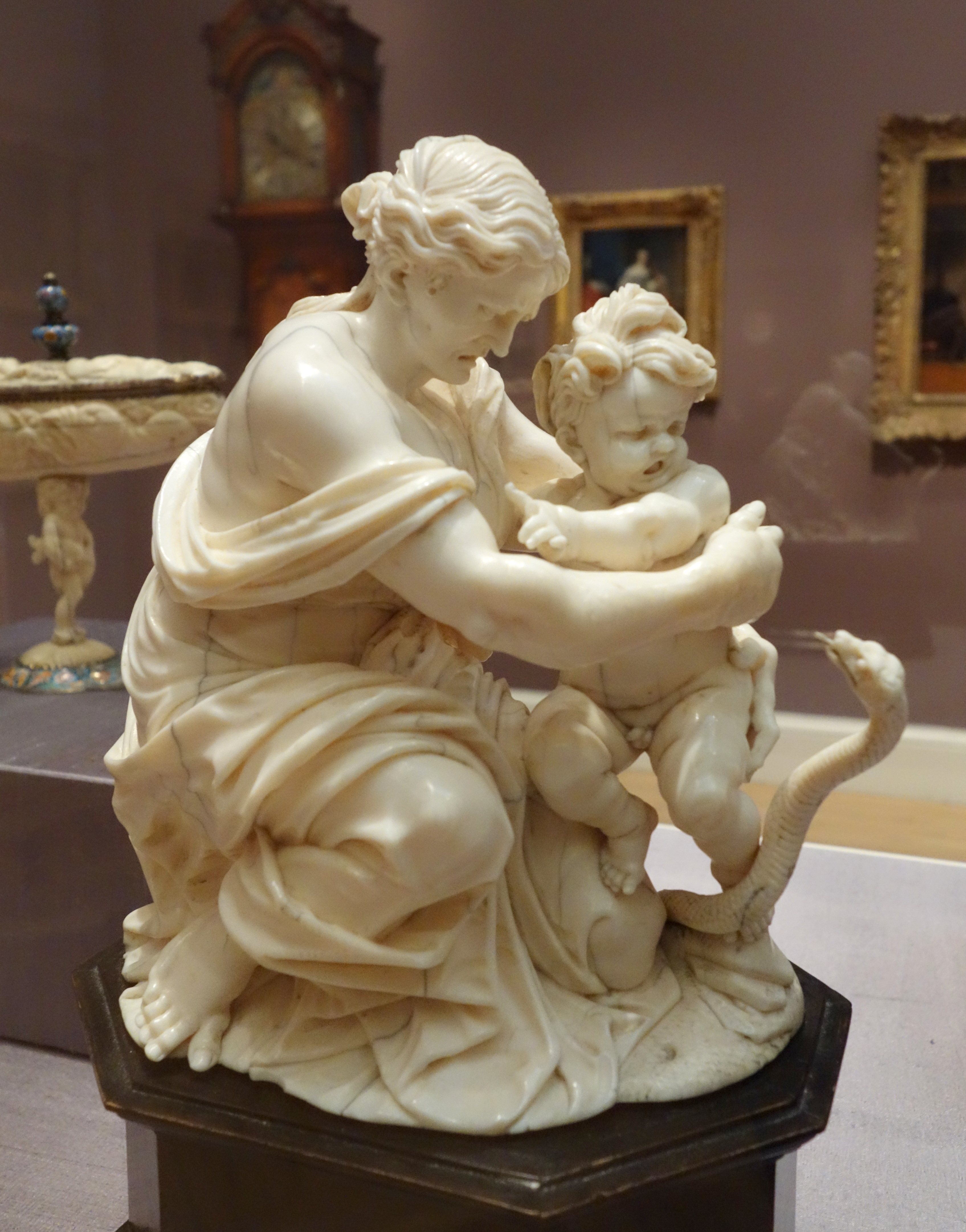
幼児ヘラクレスと蛇

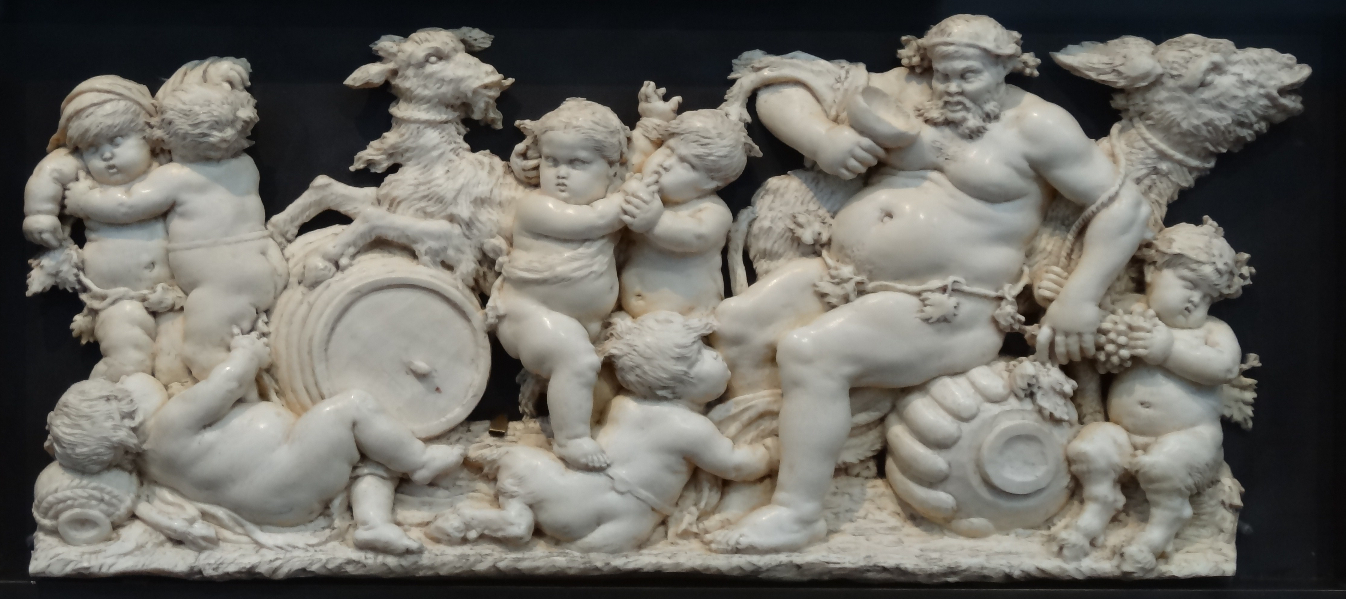
ルーヴル美術館 (蔵)、 L'Ivresse de Silène
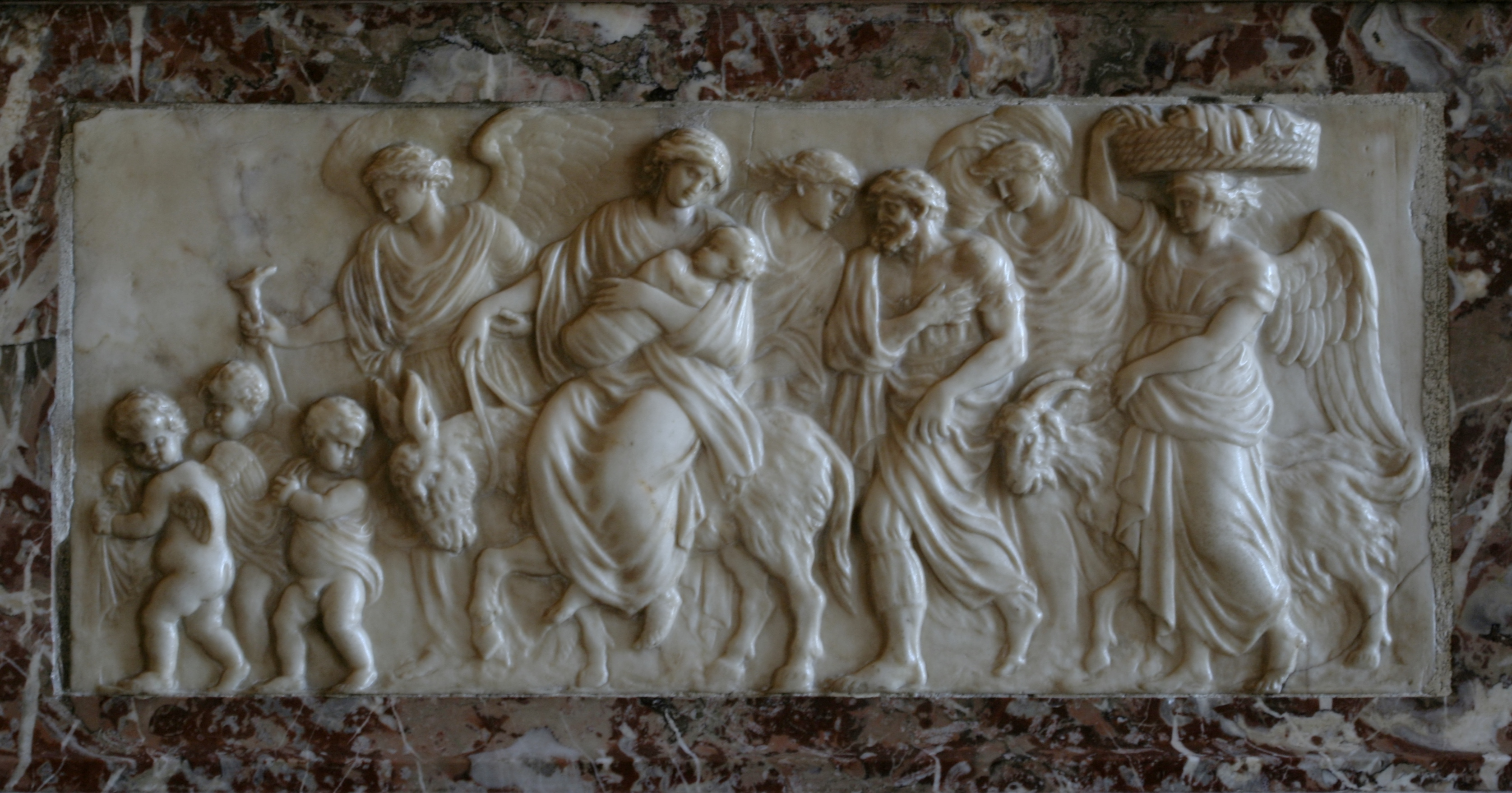